# Neolucanus tao
Neolucanus tao is een keversoort uit de familie vliegende herten (Lucanidae). De wetenschappelijke naam van de soort is voor het eerst geldig gepubliceerd in 1935 door Kriesche.